# Vincent Eyre
Sir Vincent Eyre (Portsmouth, 22 gennaio 1811 – Aix-les-Bains, 22 settembre 1881) è stato un ufficiale britannico.
Prestò servizio in India e Afghanistan.

## Biografia

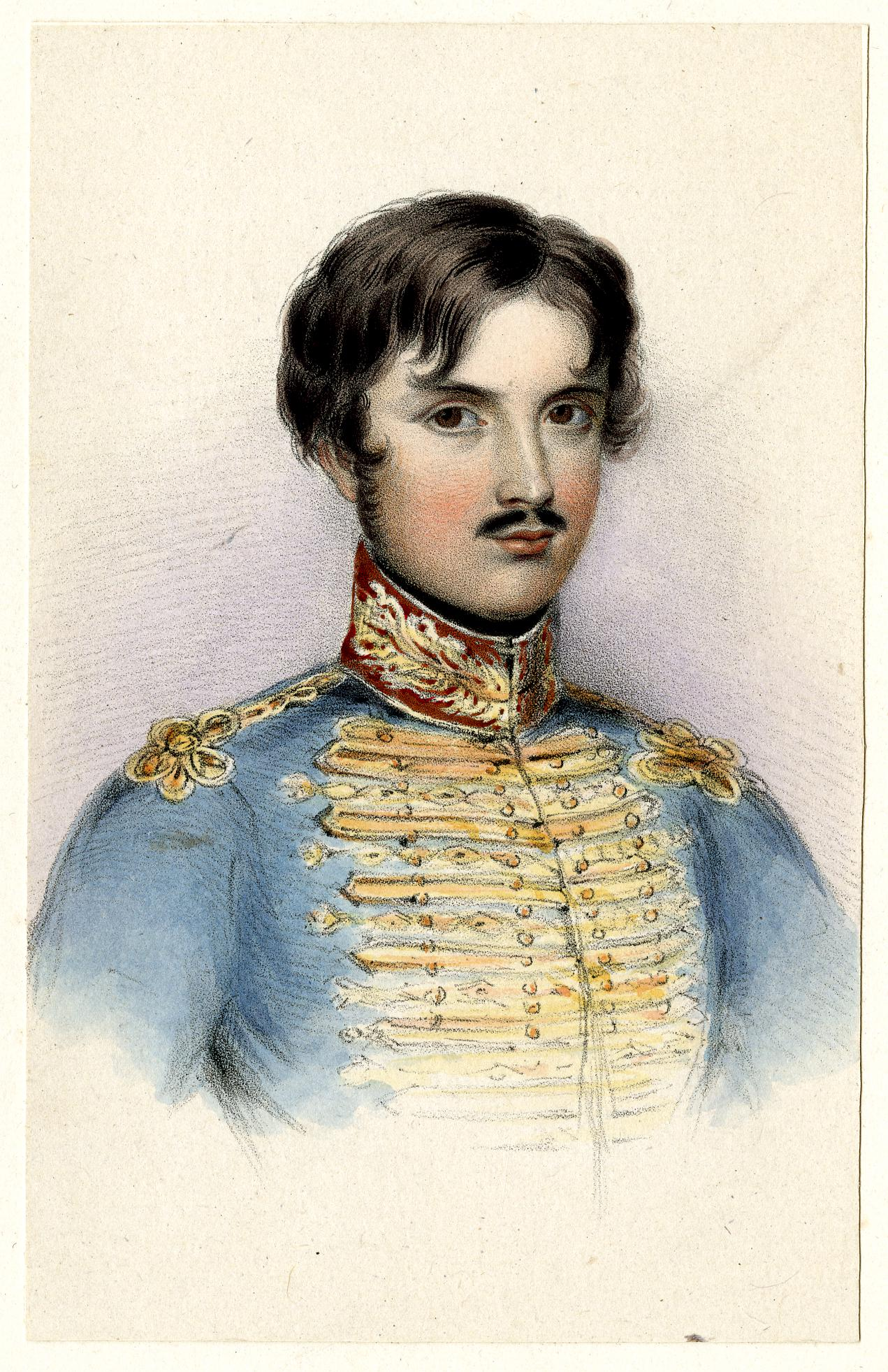
Autoritratto di Vincent Eyre del 1843

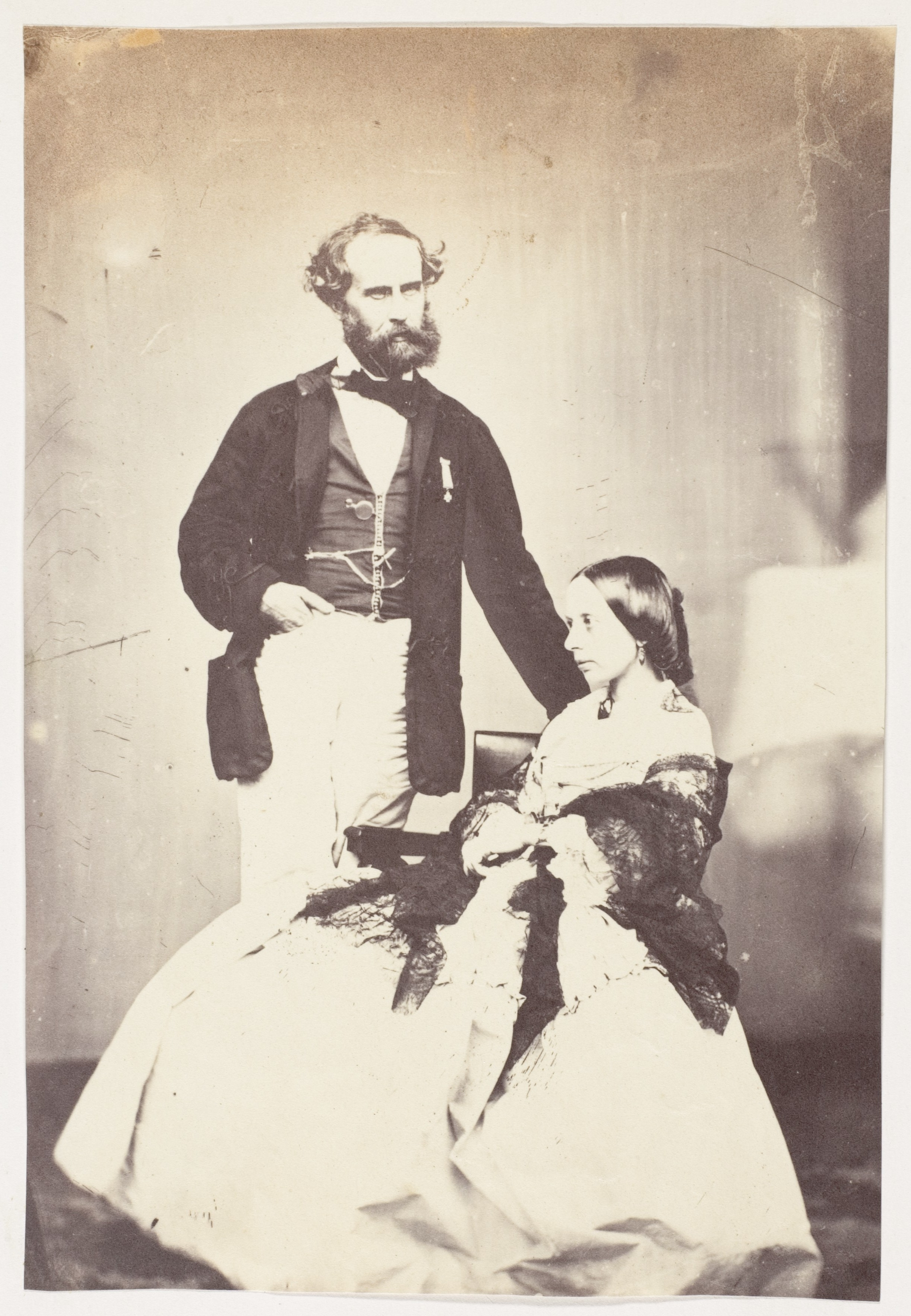
Fotografia di Mr e Mrs Eyre, 1858–1861

Nato a Portsdown Hill, Portsmouth, Vincent Eyre era il terzo figlio del capitano Henry Eyre e fu educato alla Norwich School.
Nel 1827 entrò nel Seminario militare di Addiscombe e nel servizio della Compagnia delle Indie orientali. Nel 1828 si arruolò nell'ariglieria swl Bengal Army e nel 1829 arrivò a Calcutta. Nel 1837 fu nominato artigliere a cavallo e promosso tenente. Due anni dopo fu nominato commissario d'ordinanza della guarnigione di Kabul. Nel gennaio 1842, durante la ritirata da Kabul, Eyre e la sua famiglia furono fatti prigionieri da Wazir Akbar Khan. Durante i quasi nove mesi di prigionia, Eyre tenne un diario in cui descriveva le sue esperienze, illustrate dagli schizzi di ufficiali e signore. Il manoscritto fu consegnato di nascosto a un amico in India e poi pubblicato in Inghilterra con il titolo The Military Operations at Cabul, which Ended in the Retreat and Destruction of the British Army, January 1842. La famiglia Eyre fu salvata dal generale George Pollock nel settembre 1842, a seguito della spedizione di Kabul. Nel 1844 Eyre fu nominato al comando dell'artiglieria del nuovo Forte di Gwalior. Fu responsabile dei soccorsi all'assedio di Arrah. Partecipò all'assedio di Lucknow, durante i moti indiani del 1857. Nello stesso anno fu promosso tenente colonnello e l'anno successivo ottenne il brevetto di colonnello.
Nel 1857 fondò Esapore (o "Dimora dei cristiani"), una colonia per famiglie indigenti di origine portoghese. Nel 1861 Lord Canning scelse Eyre come membro di una commissione istituita per valutare la possibilità di unire le presidency armies (i tre eserciti della Compagnia delle Indie Orientali) con la British Army. Nel 1863 gli fu ordinato di tornare a casa in congedo per malattia e si ritirò con il grado di maggior generale. Nel 1867 fu nominato cavaliere commendatore dell'Ordine della Stella d'India.
Trovandosi in Francia durante la guerra franco-prussiana, Eyre istituì un servizio di ambulanze sotto gli auspici della Croce Rossa. Negli ultimi anni trascorse gli inverni a Roma. Morì a Aix-les-Bains, in Francia, il 22 settembre 1881. I suoi resti furono portati a Londra e gli fu eretta una tomba nel cimitero di Kensal Green. Uno schizzo della sua tomba è archiviato nella National Portrait Gallery.

## Opere
- (EN) The Military Operations at Cabul, which Ended in the Retreat and Destruction of the British Army, January 1842, Londra, John Murray, 1843.
- (EN) Prison Sketches, Comprising Portraits of the Cabul Prisoners, and Other Subjects, Londra, Dickinson & Son, 1843.
- (EN) The Sikh and European Soldiers of our Indian Forces, in The Journal of the Royal United Service Institution, vol. 11, n. 43, 1867,  pp. 86-103.
- (EN) A Retrospect of the Affghan War: With Reference to Passing Events in Central Asia, Londra, W. H. Allen & Co., 1869.
- (EN) Lays of a Knight-Errant in Many Lands, Londra, Henry S. King & Co., 1874.
- (EN) The old stories of Rome: a Lent lecture in verse and prose, dedicated to the British and American Archaelogical Society, Roma, Tipografia Romana, 1875.
- (EN) George Bruce Malleson (a cura di), The Kabul Insurrection of 1841‒42, Londra, W. H. Allen & Company, 1879.